# Kent Ridge 1
Kent Ridge 1 ist ein Erdbeobachtungssatellit der Nationaluniversität Singapur.
Er wurde am 16. Dezember 2015 um 12:30 UTC mit einer PSLV-Trägerrakete vom Satish Dhawan Space Centre zusammen mit TeLEOS-1, VELOX CI, VELOX 2, Athenoxat 1 und Galassia in eine nahezu kreisförmige erdnahe Umlaufbahn gebracht.
Der dreiachsenstabilisierte Satellit beherbergt drei Nutzlasten: zwei hyperspektrale Kameras (hyperspectral Fourier Transform Recovery Instruments) mittlerer Auflösung (PPL1 und PPL2) als Primärnutzlast und eine hochauflösende Videokamera (SPL) als sekundäre Nutzlast. PPL1 arbeitet in einem Wellenlängenbereich von 500 bis 900 nm, mit 20 bis 30 Kanälen, einer Auflösung von 44 m und einer Schwadbreite von 47,5 km. PPL2 arbeitet im infraroten Wellenlängenbereich von 900 bis 1500 nm, mit 30 Kanälen, einer Auflösung von 110 m und einer Schwadbreite von 56,3 km. SPL arbeitet im Wellenlängenbereich von 450 bis 630 nm, mit einer Auflösung von 6 m und einer Bildgröße von 5,75 × 4,75 km. Der Satellit soll verschiedene Aufgaben wie Vegetationsüberwachung und Katastrophenhilfe übernehmen. Er wurde auf Basis des LEOS-50-Satellitenbus von Berlin Space Technology in Zusammenarbeit mit der Technischen Universität Berlin gebaut. Die Lageregelung des Satelliten wird mit einem Paar von Sonnensensoren, zwei Sternsensoren und Drei-Achsen-Gyroskope, drei Reaktionsrädern und drei magnetischen Torquers ausgeführt. Das Lageregelungssystem liefert eine Richtgenauigkeit einer Bogenminute. Die Energieversorgung des kastenförmigen Satelliten übernehmen GaAs-Solarzellen auf vier Außenseiten und ein Lithium-Eisenphosphat-Akkumulator.